# Taxiárhisz Fúndasz
Taxiárhisz Fúndasz (Meszolóngi, 1995. szeptember 4. –) görög válogatott labdarúgó, az amerikai DC United csatárja.

## Pályafutása

### Klubcsapatokban
Fúndasz a görögországi Meszolóngi városában született. Az ifjúsági pályafutását a Akélosz Néokorió akadémiájánál kezdte.
2011-ben mutatkozott be az AÉK Athén felnőtt keretében. 2013-ban az osztrák első osztályban szereplő Red Bull Salzburg szerződtette. 2014 és 2017 között az osztrák Grödig és a görög Panióniosz és Asztérasz Trípolisz csapatát erősítette kölcsönben. 2017-ben a német Sonnenhof Großaspachhoz, majd 2018-ban az osztrák St. Pöltenhez igazolt. 2019-ben a Rapid Wienhez csatlakozott. 2022. március 21-én hároméves szerződést kötött az észak-amerikai első osztályban érdekelt DC United együttesével. Először a 2022. április 17-ei, Austin ellen 3–2-re elvesztett mérkőzés 58. percében, Nigel Robertha cseréjeként lépett pályára. Első góljait 2022. április 24-én, a New England Revolution ellen hazai pályán 3–2-es győzelemmel zárult találkozón szerezte meg.

### A válogatottban
Fúndasz az U17-es, az U19-es, az U20-as és az U21-es korosztályú válogatottakban is képviselte Görögországot.
2015-ben debütált a felnőtt válogatottban. Először a 2015. június 13-ai, Feröer ellen 2–1-re elvesztett mérkőzés 81. percében, Panajótisz Konét váltva lépett pályára. Első válogatott gólját 2022. november 17-én, Málta ellen 2–2-es döntetlennel zárult barátságos mérkőzésen szerezte meg.

## Statisztikák
2023. június 25. szerint
| Klub       | Szezon   | Osztály            | Bajnokság | Bajnokság | Kupa és Ligakupa | Kupa és Ligakupa | Nemzetközi | Nemzetközi | Összesen | Összesen |
| Klub       | Szezon   | Osztály            | Meccs     | Gól       | Meccs            | Gól              | Meccs      | Gól        | Meccs    | Gól      |
| ---------- | -------- | ------------------ | --------- | --------- | ---------------- | ---------------- | ---------- | ---------- | -------- | -------- |
| St. Pölten | 2018–19  | Osztrák Bundesliga | 21        | 4         | 1                | 0                | —          | —          | 22       | 4        |
| Rapid Wien | 2019–20  | Osztrák Bundesliga | 27        | 19        | 2                | 1                | —          | —          | 29       | 20       |
| Rapid Wien | 2020–21  | Osztrák Bundesliga | 24        | 9         | 2                | 4                | 5          | 1          | 31       | 14       |
| Rapid Wien | 2021–22  | Osztrák Bundesliga | 17        | 7         | 3                | 1                | 11         | 3          | 31       | 11       |
| Rapid Wien | Összesen | Összesen           | 68        | 35        | 7                | 6                | 16         | 4          | 91       | 45       |
| DC United  | 2022     | MLS                | 21        | 12        | 0                | 0                | —          | —          | 21       | 12       |
| DC United  | 2023     | MLS                | 13        | 4         | 0                | 0                | —          | —          | 13       | 4        |
| DC United  | Összesen | Összesen           | 34        | 16        | 0                | 0                | 0          | 0          | 34       | 16       |
| Összesen   | Összesen | Összesen           | 123       | 55        | 8                | 6                | 16         | 4          | 147      | 65       |

### A válogatottban
| Válogatott  | Év       | Pályára lépés | Gól |
| ----------- | -------- | ------------- | --- |
| Görögország | 2015     | 3             | 0   |
| Görögország | 2020     | 4             | 0   |
| Görögország | 2021     | 1             | 0   |
| Görögország | 2022     | 4             | 1   |
| Görögország | 2023     | 2             | 0   |
| Összesen    | Összesen | 14            | 1   |

#### Góljai a válogatottban
| # | Időpont            | Helyszín                          | Ellenfél | Gólok | Eredmény | Kiírás              |
| - | ------------------ | --------------------------------- | -------- | ----- | -------- | ------------------- |
| 1 | 2022. november 17. | Ta’ Qali Stadion, Ta’ Qali, Málta | Málta    | 2–2   | 2–2      | Barátságos mérkőzés |

## Sikerei, díjai
Egyéni
- MLS All-Stars: 2022